# المحراق (عبس)

تعديل مصدري - تعديل

المحراق هي إحدى قرى عزلة البتارية بمديرية عبس التابعة لمحافظة حجة، بلغ تعداد سكانها 1345 نسمة حسب تعداد اليمن لعام 2004.